# Antibiosis

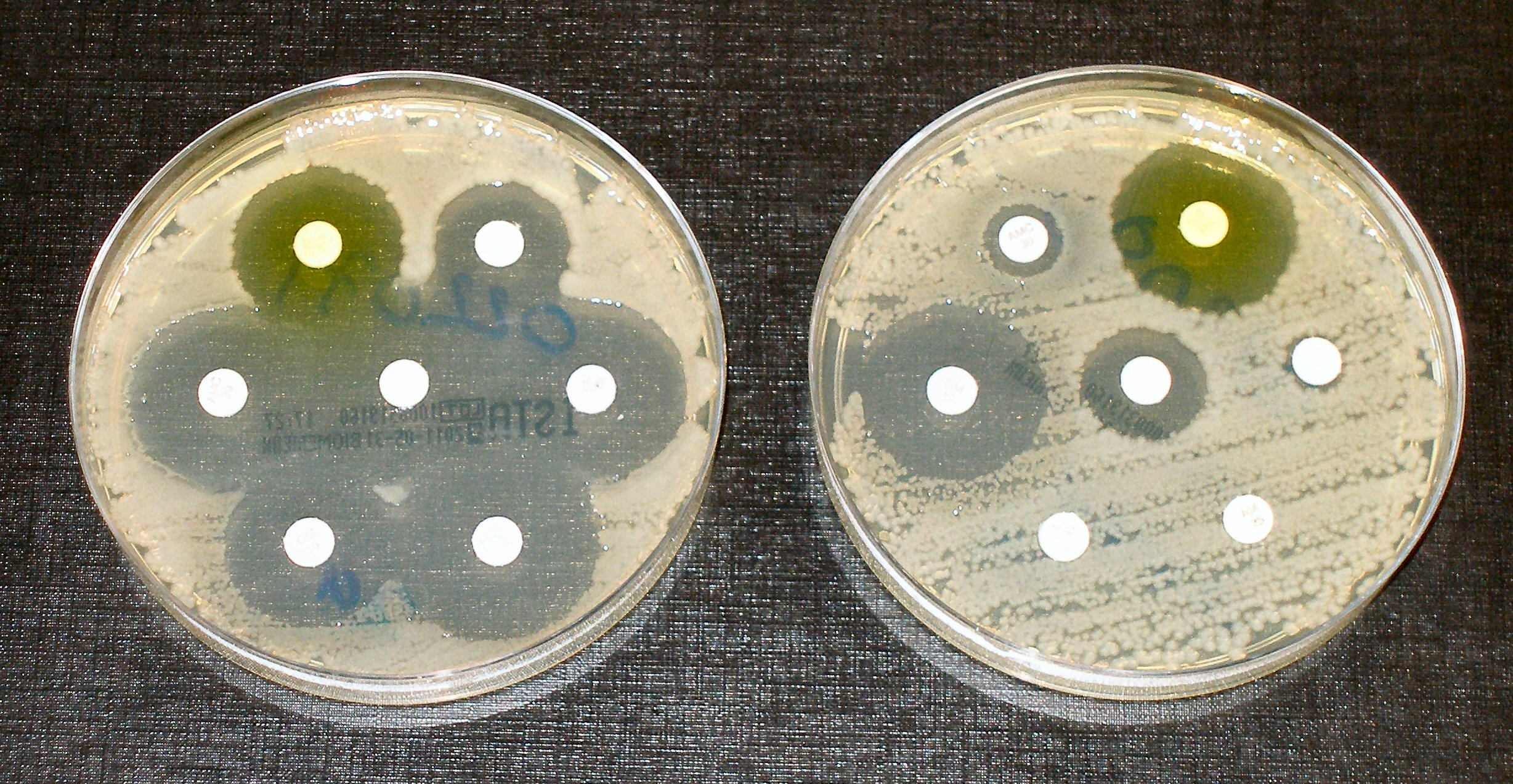
ejemplo más conocido es el de los antibióticos

La antibiosis es una interacción biológica que consiste en la imposibilidad de vivir unos organismos en las inmediaciones de otros, debido a que estos segregan una sustancia, llamada antibiótico, que provoca la muerte de aquellos. Por ejemplo, y  el hongo Penicillium segrega una sustancia que impide la vida en su entorno de otros microorganismos.
Este tipo de interacción es muy comúnmente estudiada entre insectos y aquellas plantas hospedadoras de las que se alimentan.
Se llama antibiosis al efecto que se produce cuando una especie produce una sustancia nociva para otra especie que compite con ella. El ejemplo más conocido es el de los antibióticos, entre ellos el de la penicilina que actúa sobre ciertas bacterias.
La penicilina no ataca a las células bacterianas adultas, sino que impide que las células hijas puedan formar su pared celular. Es decir, genera un defecto fatal para las nuevas generaciones de bacterias.